# Dornier Rs I
Die Dornier Rs I war ein dreimotoriges Doppeldecker-Flugboot des am Bodensee ansässigen Flugzeugherstellers Dornier-Werke aus der Zeit des Ersten Weltkrieges. Mit einer Spannweite von 43,50 m war die Rs I seinerzeit das größte Flugzeug der Welt. Nach erfolglosen Startversuchen, einschließlich einer Änderung der Triebwerksanordnung, riss am 21. Dezember 1915 ein Föhnsturm das Flugzeug von seiner Verankerungsboje und zerstörte es an einem Uferfelsen. Die Maschine wurde firmenintern als „Z.W.R.“ bezeichnet, was wahrscheinlich für „Zeppelin Werke Riesenflugboot“ oder „Zeppelin Wasser Riesenflugzeug“ stand. Ebenfalls waren die Kürzel „FS.I“, für „Flugschiff I“ oder „Flugzeug Seemoos I“ in Verwendung. Erst später nannte man die Maschine rückwirkend „Rs I“ (Riesenflugzeug See I).

## Geschichte
Im Jahre 1914 beauftragte Graf Zeppelin den Leiter seiner Versuchsabteilung Claude Dornier mit der Entwicklung von Riesenflugbooten, deren Struktur in Metallbauweise ausgelegt sein sollte. Flugboote in Gemischtbauweise wurden dagegen bereits unter der Leitung von Alexander Baumann im Versuchsbau Gotha-Ost und später in der Zeppelin-Werft Staaken gebaut. Dornier hatte die für die Entwicklung notwendigen Erfahrungen mit dem Einsatz von Stahl und dem damals neuen Duraluminium im Luftfahrzeugbau bei den seit 1911 durchgeführten systematischen Untersuchungen der Festigkeit von für den Luftschiffbau vorgesehenen Metallprofilen gewonnenen. Entwicklung und Bau wurden ohne staatlichen Auftrag vollständig vom Zeppelin-Konzern finanziert.
Während die Arbeiten anfangs noch im sogenannten Carboniumwerk auf dem Gelände der Luftschiffbau Zeppelin GmbH in Friedrichshafen stattfanden, zog die „Abteilung Do.“ danach in die naheliegende Werft Seemoos, wo der Bau des Flugboots im Januar 1915 begann. Wegen kriegsbedingten Personalmangels führte Ludwig Prandtl die aerodynamischen Versuche an der Göttinger Modellversuchsanstalt persönlich durch. Schleppversuche zur Optimierung der Bootsform fanden in der Königlichen Versuchsanstalt für Wasserbau und Schiffbau in Berlin statt. Die Erprobung auf dem Wasser begann im Oktober 1915, es wurden grundsätzliche Erkenntnisse für den Bau von großen Flugbooten gewonnen. Zu einer Flugerprobung kam es allerdings nicht, weil am 21. Dezember 1915 ein Sturm das Gerät zerstörte. Das Projekt wurde danach aufgegeben, da man einen Wiederaufbau als zu aufwändig ansah, und zudem die bisherigen Versuche nicht befriedigen konnten. Man konzentrierte sich anschließend auf die Arbeiten an einem bereits in der Entwicklung befindlichen Nachfolger.

## Konstruktion
Bei der anfänglich verwendeten konstruktiven Auslegung trieb der mittlere der drei Maybach-HS-Motoren einen Druckpropeller direkt an, während die beiden seitlichen Propeller über Fernwellen mit den beiden im Rumpf untergebrachten Triebwerken verbunden waren. Nach den ersten Rollversuchen am 12. Oktober 1915, wurden am 15. und 16. des Monats auf dem Wasser Geschwindigkeiten von 40 bis 50 km/h erreicht. Ein Abheben war jedoch nicht möglich. Nach Schwierigkeiten mit dem Fernantrieb und einer dadurch bedingten Beschädigung der oberen Tragfläche ließ Dornier alle drei Motoren in Gondeln zwischen die Tragflächen verlegen. Untereinander waren sie mit einem Laufsteg verbunden, sodass auch im Flug eine Wartung möglich war. Die Rollversuche in dieser Auslegung endeten am 21. Dezember durch eine Motorhavarie mit einer Beschädigung von Tragflächen und Bootskörper. In der folgenden Nacht wurde die Maschine infolge eines Sturms zerstört.
Für die gesamte Konstruktion wurde weitgehend Stahl für hoch beanspruchte und Dural für weniger beanspruchte Bauteile verwendet. Der Bootsrumpf besaß eine Breite von 3,50 m und war ein Fachwerkgerüst aus Querspanten und Längsträgern. Das Bootsoberteil und der hintere Teil des Leitwerkträgers waren stoffbespannt. Die Tragflächen hatten Stahlholme, Rippen aus Duraluminium und waren mit Stoff bespannt. An der unteren Fläche außen waren Stützschwimmer, die ebenfalls aus Duraluminium gefertigt waren. Das Leitwerk war in Standardbauweise (ein Höhen- und ein Seitenleitwerk) ausgelegt und zur Stabilitätserhöhung verspannt. Die Höhenflosse war gegen die Seitenflosse verstrebt.

## Technische Daten

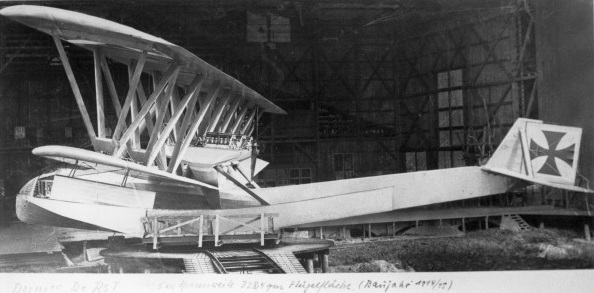
Seitenansicht

| Kenngröße             | Daten                                                                              |
| --------------------- | ---------------------------------------------------------------------------------- |
| Besatzung             | 5                                                                                  |
| Länge                 | 29,00 m                                                                            |
| Spannweite            | 43,50 m (oben), 37,75 m (unten)                                                    |
| Flügelfläche          | 328,8 m²                                                                           |
| Nutzlast              | 2000 kg                                                                            |
| Leermasse             | 7500 kg                                                                            |
| Startmasse            | 9500 kg                                                                            |
| Antrieb               | 3 × Maybach Mb IV mit je 180 PS (132 kW) bei 1200/min mit Zweiblatt-Druckpropeller |
| Höchstgeschwindigkeit | nicht ermittelt                                                                    |